# ويكيبيديا الفريزية الشمالية
ويكيبيديا الفريزية الشمالية هي نسخة اللغة الفريزية الشمالية من موقع ويكيبيديا .
اعتبارًا من 4 نوفمبر 2013 ، تم تصنيف الفريزية الشمالية في المرتبة 140 في ويكيبيديا بأكثر من 6050 مقالة.